# Kelsie Ahbe
Kelsie Ahbe, född 6 juli 1991, är en friidrottare från Kanada. Hon deltog vid olympiska sommarspelen 2016.